# Герб Коль
Герберт «Герб» Коль (англ. Herbert «Herb» Kohl; 7 лютого 1935, Мілвокі, Вісконсин — 27 грудня 2023) — американський бізнесмен і політик-демократ єврейського походження, сенатор США від штату Вісконсин з 1989 по 2013 рік.
Коль народився і виріс у Мілвокі, Вісконсин. Він навчався в Університеті Вісконсин-Медісон, де у 1956 році отримав ступінь бакалавра. У 1958 році він також отримав ступінь MBA у Гарвардській школі бізнесу. Між 1958 і 1964 Коль входив до резерву армії Сполучених Штатів.
Коль був президентом корпорації Kohl's і власником баскетбольної команди Мілвокі Бакс. Він очолював Демократичну партію штату Вісконсин з 1975 по 1977.
Коль виступає за право на аборт і проти смертної кари.